# 英中共同声明
中華人民共和国政府とグレートブリテン及び北アイルランド連合王国政府の香港問題に関する共同声明（ちゅうかじんみんきょうわこくせいふとグレートブリテンおよびきたアイルランドれんごうおうこくせいふのほんこんもんだいにかんするきょうどうせいめい、英語: Joint Declaration of the Government of the United Kingdom of Great Britain and Northern Ireland and the Government of the People's Republic of China on the Question of Hong Kong、中国語: 中華人民共和國政府和大不列顛及北愛爾蘭聯合王國政府關於香港問題的聯合聲明）または英中共同声明（えいちゅうきょうどうせいめい、英: Sino-British Joint Declaration、中: 中英聯合聲明）は、中華人民共和国とグレートブリテン及び北アイルランド連合王国が香港問題に関して共同で発表した声明であり、1984年12月19日に中華人民共和国国務院総理趙紫陽とイギリス首相マーガレット・サッチャーが北京で署名したものである。署名の場には鄧小平中央軍事委員会主席、李先念国家主席、イギリスのジェフリー・ハウ外務・英連邦大臣なども同席した。
両国が1985年5月27日に批准公文を交換し、国際連合事務局で登録したことで声明は発効し、香港返還前の14年にわたる過渡期のはじまりとなった。
その影響で共産主義（中国共産党）の一党独裁政府である中華人民共和国の支配を受けることを喜ばない香港住民に、イギリス連邦内のカナダやオーストラリアへの移民ブーム（華僑）が起こった。その後、1989年に北京市で六四天安門事件が発生すると、香港では民主派支持の大規模デモが行われ、独裁的かつ自国民に対する武力行使も辞さない中華人民共和国の本質が明確になったとして再び移民ブームが巻き起こった。大部分の香港移民は、イギリス連邦の構成国であるカナダのトロントやバンクーバー、シドニーやシンガポールに渡航した。

## 概要

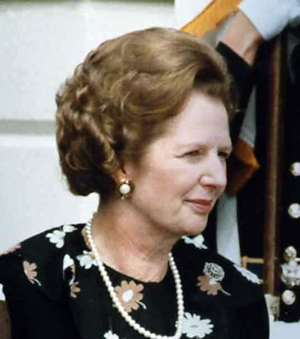
イギリスのマーガレット・サッチャー首相（1983年撮影）

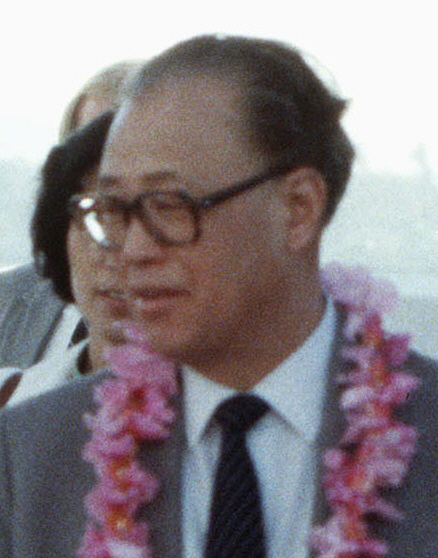
中華人民共和国の趙紫陽国務院総理（1984年撮影）

声明によると、「香港の地域（香港島、九龍、新界を含む）を回収することは中国人民が共有する願望であり、中華人民共和国政府は1997年7月1日に香港に対する主権の行使を再開する」とした。声明に従い、イギリスは1997年7月1日に香港を中華人民共和国に譲渡した。
声明はまた、中国の香港政策の方針を記述した。声明によると、中国は一国二制度をもとに、中国の社会主義を香港で実施せず、香港の資本主義の制度は50年間維持されるとした。これらの方針は後の香港特別行政区基本法に引き継がれた。
2017年6月30日、中華人民共和国外交部のスポークスパーソンである陸慷は定例記者会見で、「香港は中国の特別行政区であり、香港の事務は中国の内政であること」を主張した。彼は、「英中共同声明は中国の香港に対する主権の回復および過渡期について定めたものであり、主権回復から20年経った2017年においては、英中共同声明は歴史の遺物であり、現実的にはすでに意味をなさず、中国政府の香港に対する管理にも拘束力を持たない」とした。さらに返還後の香港に対し、「イギリスは主権、統治権、監督権を持たないこと」も主張した。

## 背景

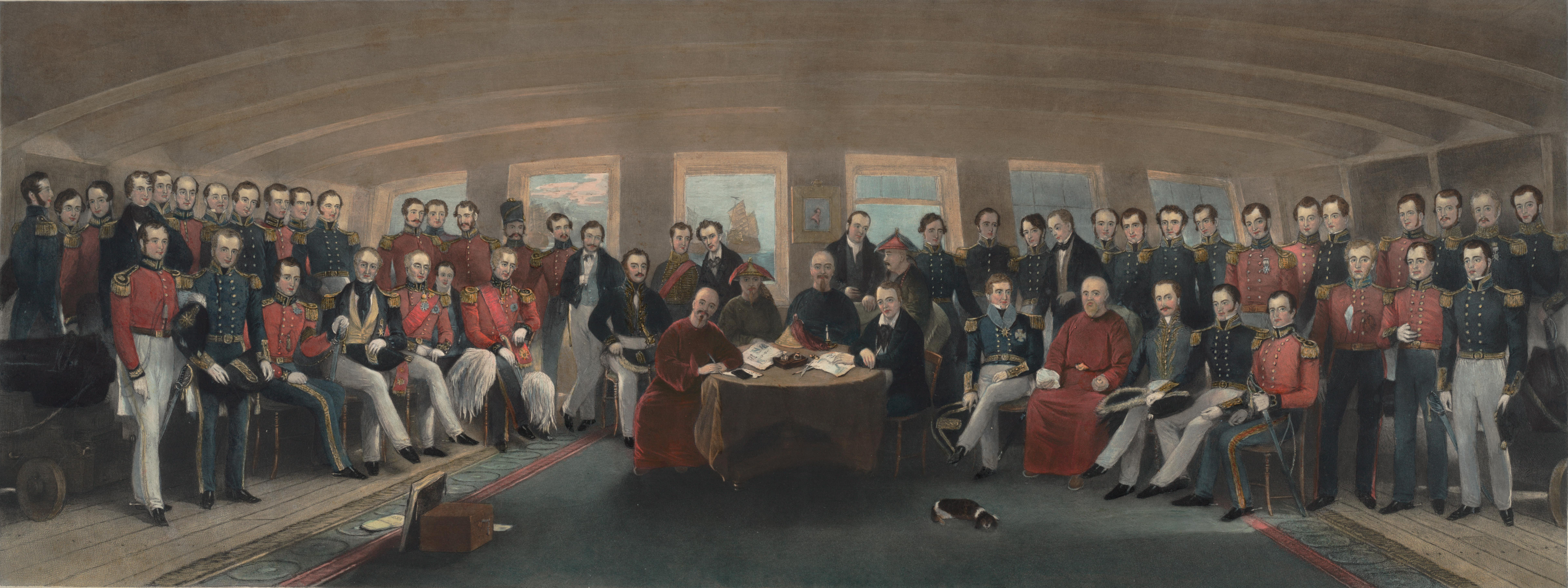
1842年の南京条約の締結、1846年出版。

1842年、清は阿片戦争でイギリス帝国に敗北し、南京条約を締結して香港島をイギリスに割譲した。1860年、清はアロー戦争で再び敗れ、北京条約で九龍をイギリスに割譲した。1898年、清はイギリスと展拓香港界址専条を締結、新界と200余りの島嶼は1997年までの99年間、イギリスに租借された。1898年から1997年までの期間のほとんどを通して、イギリスは香港島、九龍と新界を統治した。
1941年（昭和16年）、真珠湾攻撃と同日（12月8日）、酒井隆率いる日本軍は深圳から香港へ侵攻した（香港の戦い）。イギリスは敗れ、香港総督のマーク・アイチソン・ヤングは12月25日に降伏した。1942年、中華民国は不平等条約の廃止及び平等条約の締結についてイギリスとの交渉を開始した。国民政府主席の蔣介石は香港問題を提起し、「九龍はほかの租界とともに返還されるべき」と主張したが、イギリスのウィンストン・チャーチル首相に却下され、逆に書面で「九龍は不平等条約には含まれていないことを認めなければ、平等条約は締結しない」と脅された。中華民国は仕方なく譲歩し、1943年に中英平等新約を締結した。その代わり、中国は香港問題を提起する権利を留保することをイギリスに照会した。
香港は3年8か月間の日本占領時期を経て、1945年（昭和20年）8月の日本の降伏により占領から解放された。1949年には中国共産党が中華人民共和国を建国し、1950年にイギリスにより承認された。1967年5月には一二・三事件と文化大革命に影響された共産党系の労働者と住民によるストライキからの六七暴動と爆弾テロが起き、同年7月には沙頭角銃撃戦で紅衛兵が中国側から発砲した。結局、国務院総理周恩来が香港をすぐには回収しないと堅持したことでようやく沈静化した。
1978年以降中華人民共和国が改革開放を実施すると、イギリスと中華人民共和国は香港問題に関する交渉を開始した。交渉は2年間にわたり、2段階で計22回行われた。第1段階は秘密交渉で、1982年9月にフォークランド紛争で自信を深めていたイギリスのマーガレット・サッチャー首相が中国を訪問してから1983年6月までを指し、主に交渉における両国の原則、香港の主権の帰属、中国人民解放軍の駐軍問題などを議論した。第2段階は正式な会談で、1983年7月から1984年9月を指し、香港で実施される制度や過渡期の措置など具体的な内容について議論した。交渉において、最初は両国とも強硬であり、鄧小平が「香港はフォークランドではないし、中国はアルゼンチンではない」「主権問題の交渉はできない」と主張した。イギリスが「主権を返還する代わりに統治権を維持する」（「以主權換治權」）と提案すると、鄧小平は「一国二制度」と「港人治港」（「香港人が香港を治める」の意）の構想を提案した。最終的に交渉はまとまった。

## 署名・批准および発効
1984年9月26日、中英両国は北京で共同声明と三つの付属書の草案に署名した。1984年12月19日、両国は北京人民大会堂の西大庁で正式に声明に署名した。中国の代表は趙紫陽国務院総理、鄧小平中央軍事委員会主席、李先念国家主席であり、イギリスの代表は首相マーガレット・サッチャーと外務・英連邦大臣ジェフリー・ハウだった。英中共同声明の署名は、イギリスによる香港統治の終結と中華人民共和国の香港に対する主権の回復及び香港特別行政区の成立を決定づけた。署名の後に趙紫陽とサッチャー首相はそれぞれ発言し、両国が交渉で平和裏に香港問題を解決したことを高く評価した。
1997年7月1日、英中共同声明での規定により、香港は中国に返還され（香港返還）、155年に及んだイギリスによる香港統治は終了した。

## 評価
英中共同声明への署名はイギリスで物議をかもした。1987年から1992年までイギリス労働党の影の外務大臣を務めたジェラルド・カウフマンは2014年12月の共同声明調査妨害による庶民院での緊急弁論で、1997年の香港返還の式典には出席したが、「イギリスが恥じるべき1日」であるとした。彼はイギリスが「香港を中国に返還する義務などなく、外務省の官僚はいつも通りに大事な貿易関係を有する外国政府にへつらったことで民主をより重要でない位置に置いた」と批判した。
フォークランド紛争を戦い抜いた保守党のタカ派であるサッチャー首相が鄧小平の要求に屈したことに対して意外と感じた人は多いが、香港は軍事的には守備が難しい上、食料の大半を広東省からの輸入に頼っているため、両国の協定において新界のみ返還して香港島と九龍を維持することには無理があった。実際、交渉時には「イギリス側が応じない場合は、武力行使や水の供給の停止などの実力行使もありうる」と鄧小平から示唆され、サッチャー首相は足がふらつくほどショックを受けたという。
1980年代の初期、香港の市民は前景の不透明さにより不動産市場の暴落を恐れ、香港の経済も影響を受ける結果となった。新界の土地問題も争点の一つであり、1970年代末には中国とイギリス間で議論された。

## その後

### 内容に関する議論
英中共同声明の締結後、声明の付属書二により中英合同連絡グループが設立された。声明では香港の「現行」の資本主義制度が50年間変わらないことを保証したが、中国とイギリスとでは「現行」の定義が違った。中国はそれが声明が署名された1984年時点の状態を指し、すなわち1997年の返還時点での制度は1984年時点と同じであるべきとしたが、イギリスは1984年から1997年までの13年間、制度が全く変わらないことは不可能であるとした。このため、中国はその13年間におきた政治制度の改革とインフラの建設を声明違反とした。このため、中国は香港国際空港の開港などの事業にしばしば干渉した。

### 1997年の香港返還
1997年7月1日、中華人民共和国は英中共同声明に従って香港に対する主権を回収した。同日、香港特別行政区の設立により156年間のイギリス植民地時代が終わり、香港特別行政区基本法に従い「一国二制度」が実施された。香港市民の大半は中国国籍を取得し、香港特別行政区旅券を申請する権利を得た。

### 2014年の共同声明
2014年6月16日、李克強国務院総理はイギリスを訪問し、2300億香港ドルに上る経済協定を締結するとともに、イギリスに英中共同声明の成果に関する声明への署名を要求した。多くの専門家は両国が英中共同声明の署名からちょうど30年後にあたる2014年に声明を発表し、一国二制度の香港における実施をより良くするための議論を行うことを予想した。香港基本法の起草委員会の委員だった法律家の李柱銘は中国が経済協定の締結と同時に声明を要求したことは、それを餌にイギリスに一国二制度の方針がうまくいっていることに同意させ、諸外国による香港の状況の批判を封じるためであると評した。結局、中国とイギリスは2014年6月17日に共同声明を発表した。声明によると、一国二制度と香港基本法に従って香港の繁栄と安定を守ることは両国の利益に符合するという。
2014年7月、イギリス議会の庶民院は中国の反対を押し切って、「英中共同声明と香港基本法の実施の状況を調査する」と発表した。調査では英中共同声明と香港返還が住民投票を経ていないことがその失敗を招き、制度の民主化改革もままならない結果となった、とする証言が出てきた。
イギリスの議会の外交事務委員会による調査団は2014年12月に香港に訪問する予定だったが、2014年香港反政府デモの勃発により、調査団の出発に先立って北京政府が調査団の入国は拒絶されることを通告した。庶民院は12月2日に緊急弁論を行い、発言した議員のほぼ全員が中国に怒りをあらわにした。外交事務委員会のリチャード・オッタウェイ委員長は、議員たちが香港に訪れるのは英中共同声明の実施の状況について考察するためであるとした一方、中国の駐英大使の副官倪堅から得た印象は「英中共同声明はすでに失効した」というものだった。オッタウェイは、中国政府は声明で定められた政策は50年間不変であると約束したが、この約束は破られた、と述べた。

### 2020年の香港国家安全維持法
2020年6月30日、中国の全人代常務委員会は香港国家安全維持法を香港立法会を通さずに全会一致で可決し、7月1日に発効する見通しとなった。同法は香港に高度な自治を保障する一国二制度の事実上の崩壊だと指摘されている。2020年7月1日は香港返還23年目の記念日であり、英中共同声明で約束された2047年6月30日まではあと27年ある。

### 2047年問題
香港特別行政区基本法と一国二制度及び五十年不変の期限は2047年6月30日に終わり、これにより生じる憲政上の問題は1997年の香港返還と同じく、香港の社会においてたびたび議論された。